# Gueydan
Gueydan est une ville située en Louisiane. Elle fait partie de la paroisse de Vermilion et membre de l'agglomération d'Abbeville.
Au XVIIIe siècle, le territoire était habité par les Amérindiens Atakapas et Chitimachas. Vers 1860, les frères Jean-Pierre et François Gueydan, originaires de Saint-Bonnet-en-Champsaur, Hautes-Alpes, émigrés aux USA en 1848, installés Abbeville en Louisiane, achetèrent aux Amérindiens le domaine de chasse traditionnelle, situé à une cinquantaine de kilomètres à l'ouest de leur ville de résidence. Les Amérindiens y chassaient le cerf, le canard, l'oie, le faisan et la bécassine sourde (appelé localement en Louisiane cache-cache). Vers 1884, les premiers colons vinrent s'installer et le village devint municipalité en 1902 sous le nom de Gueydan en hommage à ses fondateurs.
En 1940, le bayou Queue de Tortue, eut une crue exceptionnelle et inonda le village de Gueydan. Une digue fut construite en 1950 afin d'endiguer le flot du bayou en cas de montée subite du niveau de l'eau. Aujourd'hui, le bayou s'envase et entraîne de nouvelles inondations. La région autour de Gueydan est une zone humide notamment en raison des marécages et de la proximité de la rivière Mermentau qui inonde régulièrement les alentours.
L'accordéoniste et chanteur de Musique cadienne ('cajun') Jesse Lège est originaire de Gueydan.